# برص واسع العين شمالي
برص واسع العين شمالي ،  (الاسم العلمي: Stenodactylus mauritanicus) ، هو نوع ينتمي إلى (فصيلة: Gekkonidae) .

## روابط خارجية
- زواحف المملكة العربية السعودية
- الزواحف والبرمائيات في مصر
- التنوع البيولوجي في مصر
- الحياة البرية في الإمارات
- التنوع الحيوي بالسلطنة
- دليل الحياة البرية في تونس
- متحف الزواحف في كلية علوم دمياط